# Анални карактер
Анални карактер је дескриптивни појам који потиче из психоаналитичке теорије и односи се на индивидуу која је ексцесивно педантна, ригидна и компулзивно опсесивна. Овај тип карактера описао је С. Фројд као синдром три кључне црте карактера: тврдоглавости, уредности и штедљивости. Ирационална тврдоглавост и претерана, неразумна штедљивост настају померањем и сублимацијом потиснутог аналног нагона, а присилна уредност, савесност и педантност резултат су одбране од њега и његовог замењивања реактивном формацијом. За анални карактер типична обољења су присилна неуроза и хипохондрија. У Фромовој типологији одговарају му скупљачки и израбљивачки карактер.